# Sociale driegeleding
Sociale driegeleding is een sociologisch ontwikkelingsconcept van Rudolf Steiner, die het maatschappelijk leven in drie autonome geledingen zoekt te (her)ordenen. Hij onderscheidt in de maatschappij drie levenssferen:
1. het geestesleven (cultuur),
2. het rechtsleven, en
3. het economisch leven.

Voor ieder van deze levensgebieden geldt volgens de denkbeelden van de sociale driegeleding een eigen ordenend principe. Er werden en worden pogingen ondernomen om deze visie te ontwikkelen en in praktijk te brengen.

## Inhoud
Naar de denkbeelden van de sociale driegeleding is het voor een gezonde maatschappelijke structuur nodig in de samenleving, zowel in het groot als het klein, drie gebieden te onderscheiden: 
- het cultureel leven waartoe onder meer religie, wetenschap, kunsten, en opvoeding gerekend worden;
- het rechtsleven met onder meer zijn wetten, regels en afspraken;
- het economisch leven met productie, distributie en consumptie ter bevrediging van menselijke behoeften.

Ieder van deze gebieden heeft een zelfstandige ruimte nodig om zich gezond te kunnen ontwikkelen; ieder volgens zijn eigen specifiek ordeningsprincipe.
- Het cultureel leven moet zich in vrijheid kunnen ontwikkelen;
- in het rechtsleven is gelijkheid noodzakelijk;
- en in het economische leven zou samenwerking (in plaats van concurrentie) de richtinggevende kwaliteit moeten zijn.

Geen van de drie gebieden mag een ander gebied domineren, terwijl zij in de praktijk toch vervlochten zijn. In de moderne samenleving staat de "gelijkheid" in het rechtsleven regelmatig onder druk via het moderne economische systeem, waar niet "broederlijkheid" maar juist concurrentie de boventoon voert. Het onder die druk levende rechtsleven voert regelmatig op economische gronden veranderingen door in het culturele leven, bijvoorbeeld in het educatieve systeem, waardoor ook de "vrijheid" in het geding komt.
In de sociale driegeleding wordt de concrete beleidsvorming opengelaten. Zij legt zich niet bij voorbaat vast op een inhoudelijk partijprogramma of in een politieke partij. Naargelang de maatschappelijke ontwikkelingen wordt aan de praktijk telkens weer opnieuw vormgegeven.